# Putra Eka Rhoma
Putra Eka Rhoma (* 11. Mai 1994 in Jakarta) ist ein indonesischer Badmintonspieler.

## Karriere
Putra Eka Rhoma wurde bei der Junioren-Badmintonasienmeisterschaft 2012 Fünfter mit dem indonesischen Team. Bei den Malaysia International 2011 wurde er sowohl im Herrendoppel mit Hafiz Faizal als auch im Mixed mit Aris Budiharti Dritter. Auch beim Indonesia Open Grand Prix Gold 2012 belegte er Rang drei im Doppel mit Faisal, gewann aber gemeinsam mit ihm das Herrendoppel bei den Tangkas Juniors.